# Cyclopogon vittatus
Cyclopogon vittatus là một loài thực vật có hoa trong họ Lan. Loài này được Dutra ex Pabst mô tả khoa học đầu tiên năm 1959.